# Ordos (Stadt)

Lage von Ordos in der Inneren Mongolei

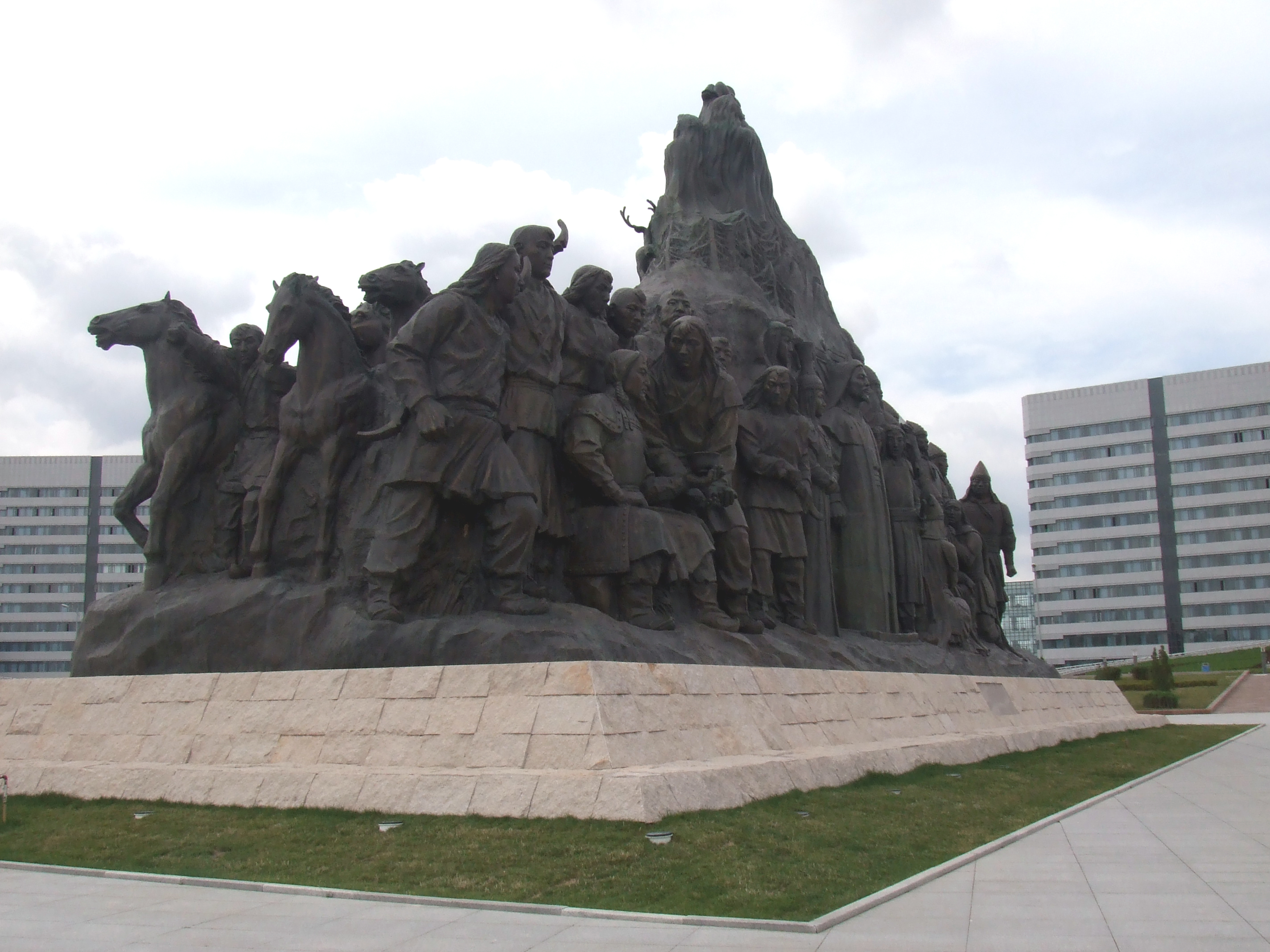
Skulptur in Ordos, welche die Horden Dschingis Khans zeigt

Ordos (chinesisch 鄂尔多斯市, Pinyin È’ěrduōsī Shì; Mongolisch: ᠣᠷᠳᠣᠰ ᠬᠣᠲᠠ Ôrdôs Hôta) ist eine bezirksfreie Stadt im Südwesten des Autonomen Gebietes Innere Mongolei im mittleren Norden der Volksrepublik China.
Das Verwaltungsgebiet der Stadt erstreckt sich von 37°35′24" bis 40°51′40" nördlicher Breite und von 106°42′40" bis 111°27′20" östlicher Länge. Die Stadt ist am 26. Februar 2001 aus dem Ih-Ju-Bund (伊克昭盟 Yikezhao Meng) hervorgegangen. Dabei wurde die ehemalige kreisfreie Stadt Dongsheng in den Stadtbezirk Dongsheng umgewandelt.

## Verwaltungsgebiet
Das Verwaltungsgebiet der Stadt Ordos hat eine Fläche von 86.752 km² und nimmt den größten Teil des Ordos-Plateaus ein. Es grenzt im Osten an die Stadt Hohhot, im Nordosten an die Stadt Baotou, im Norden an die Stadt Bayan Nur, im Nordwesten an den Alxa-Bund, im Westen an die Stadt Wuhai, im Südwesten an das Autonome Gebiet Ningxia der Hui und im Süden an die Provinzen Shaanxi und Shanxi. Die größte Ost-West-Ausdehnung beträgt etwa 400 km, die größte Nord-Süd-Ausdehnung etwa 340 km. Gegen Ende des Jahres 2004 hatte Ordos eine Bevölkerung von rund 1,36 Millionen Menschen.
Das Verwaltungsgebiet der Stadt Ordos kann grob in ein Hügelgebiet im Osten, Hochebenen im Westen und im Zentrum, Sandwüsten im Norden und Süden und die Ebene am Südufer des Gelben Flusses im Norden unterteilt werden. Seine größte Höhe hat es im Westen bei 2149 m, seine niedrigste Stelle liegt im Osten bei 850 m  über dem Meeresspiegel. Im Osten fallen durchschnittlich 300–400 mm Niederschläge im Jahr, im Westen sind es 190–350 mm. Die Niederschläge konzentrieren sich weitgehend auf die Monate Juli bis September.

## Planstadt Kangbashi
Mit der Entdeckung von großen Kohle- und Gasvorräten im Jahr 2000 südlich der Stadt Dongsheng und der im Jahr 2001 folgenden Umstrukturierung und Namensänderung von Dongsheng in Ordos ging auch eine Neufestlegung der Stadtgrenzen einher. 25–30 km von Dongsheng entfernt baute man die Planstadt Kangbashi (mongolisch: ᠬᠢᠶ᠎ᠠ ᠪᠠᠭᠰᠢ Kiy-a Baɣsi; chinesisch: 康巴什新区; Pinyin: Kāngbāshí Xīnqū), eine komplett funktionsfähige Stadt. Sie kann 300.000 Menschen aufnehmen, war aber im März 2012 nur von unter 5.000 Menschen bewohnt. Die Siedlung wurde deshalb gemeinhin auch als Geisterstadt bezeichnet.
Im September 2015 berichtet der ORF, dass die Stadt trotz des geringen Zuzugs weiter auf 1 Mio. Menschen Aufnahmekapazität ausgebaut wurde. Die Stadtregierung versucht, Bewohner von umliegenden Dörfern in die Planstadt zu locken. Zusammengenommen sollen nun circa 100.000 Menschen in Kangbashi leben. Andere Schätzungen gehen von 20.000 Einwohnern für November 2015 aus.
Zwischen Dezember 2012 und Februar 2014 fanden die Aufnahmen für den Film The Land of Many Palaces (《宫殿之城》) von Adam James Smith und Song Ting statt, der 2015 veröffentlicht wurde.
Im Juni 2017 lebten bereits 153.000 Bewohner in der Stadt.

## Administrative Gliederung
Die Stadt Ordos setzt sich auf Kreisebene aus zwei Stadtbezirken und sieben Bannern zusammen. Diese sind:
- Stadtbezirk Dongsheng (东胜区), 2.137 km², 230.000 Einwohner (2004), Sitz der Stadtregierung, Verwaltungszentrum;
- Stadtbezirk Kangbashi (康巴什区; 2004 noch Teil von Dongsheng und Ejinhoro)
- Dalat-Banner (达拉特旗), 8.192 km², 330.000 Einwohner (2004), Hauptort: Großgemeinde Shulinzhao (树林召镇);
- Jung-Gar-Banner (准格尔旗), 7.535 km², 270.000 Einwohner (2004), Hauptort: Großgemeinde Xuejiawan (薛家湾镇);
- Vorderes Otog-Banner (鄂托克前旗), 12.318 km², 70.000 Einwohner (2004), Hauptort: Großgemeinde Oljoqi (敖勒召其镇);
- Otog-Banner (鄂托克旗), 20.064 km², 90.000 Einwohner (2004), Hauptort: Großgemeinde Ulan (乌兰镇);
- Hanggin-Banner (杭锦旗), 18.903 km², 130.000 Einwohner (2004), Hauptort: Großgemeinde Xin (锡尼镇);
- Uxin-Banner (乌审旗), 11.645 km², 100.000 Einwohner (2004), Hauptort: Großgemeinde Galut (嘎鲁图镇);
- Ejinhoro-Banner (伊金霍洛旗), 5.958 km², 140.000 Einwohner (2004), Hauptort: Großgemeinde Altan Xire (阿勒腾席热镇).

## Ethnische Gliederung der Bevölkerung von Ordos (2000)
Beim Zensus 2000 wurden 1.369.766 Einwohner gezählt.
| Name des Volkes | Einwohner | Anteil  |
| --------------- | --------- | ------- |
| Han             | 1.207.971 | 88,19 % |
| Mongolen        | 155.845   | 11,38 % |
| Mandschuren     | 2.905     | 0,21 %  |
| Hui             | 1.861     | 0,14 %  |
| Sonstige        | 1.184     | 0,08 %  |

## Persönlichkeiten
- Mengke Bateer (* 1975), Basketballspieler
- Candice Zhao (* 1992), Schauspielerin und Model